# Borró
|  | Per a altres significats, vegeu «Borró (desambiguació)». |

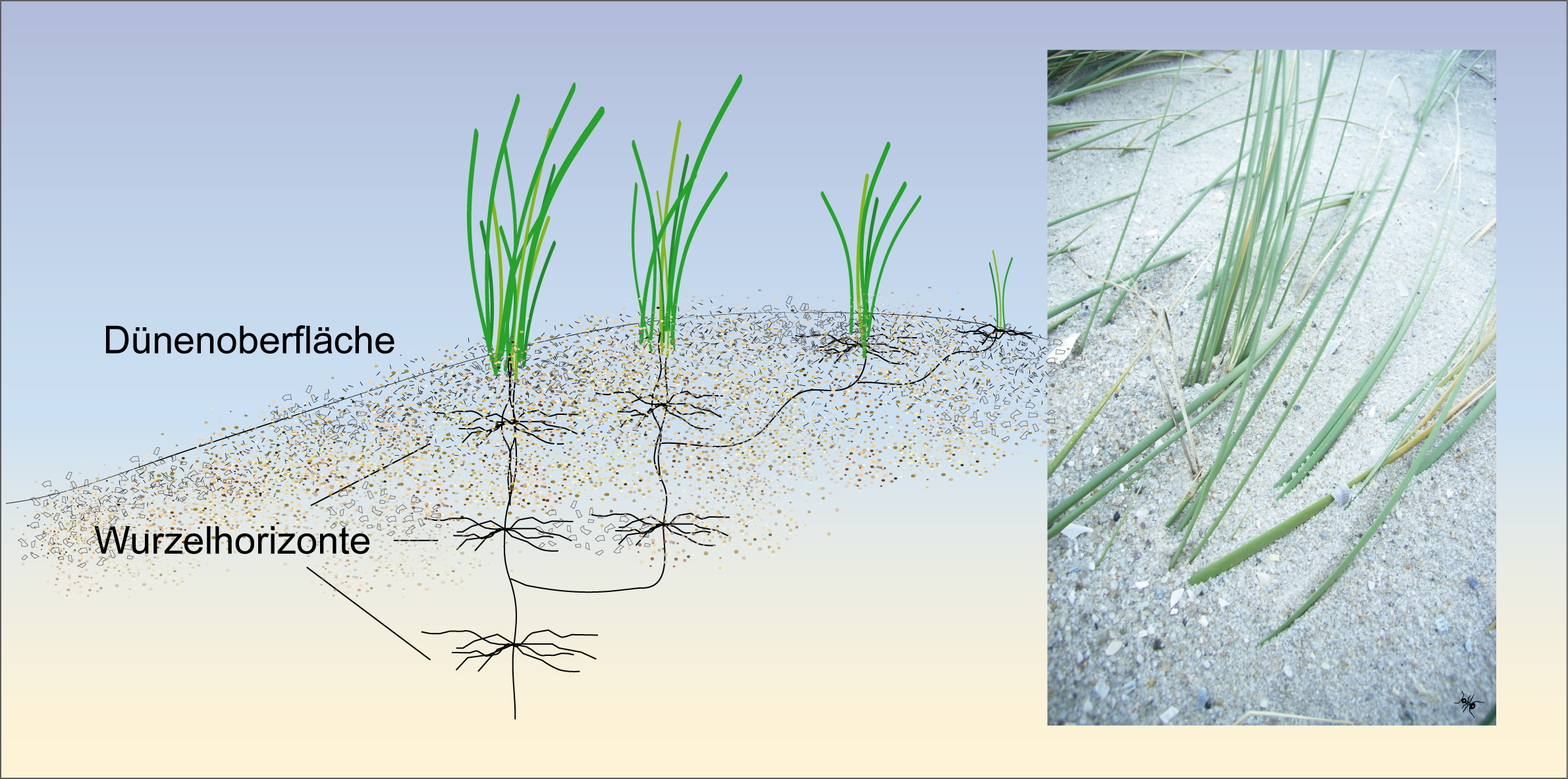
Representació dels rizomes del borró i de la manera en què s'estén duna amunt mitjançant l'acció del vent

El borró o canya d'arenal (Ammophila arenaria), és una espècie de planta gramínia de la família de les poàcies.
Addicionalment pot rebre els noms de canyoca, canyota, junquet i pallola. També s'han recollit les variants lingüístiques barró.

## Distribució i hàbitat

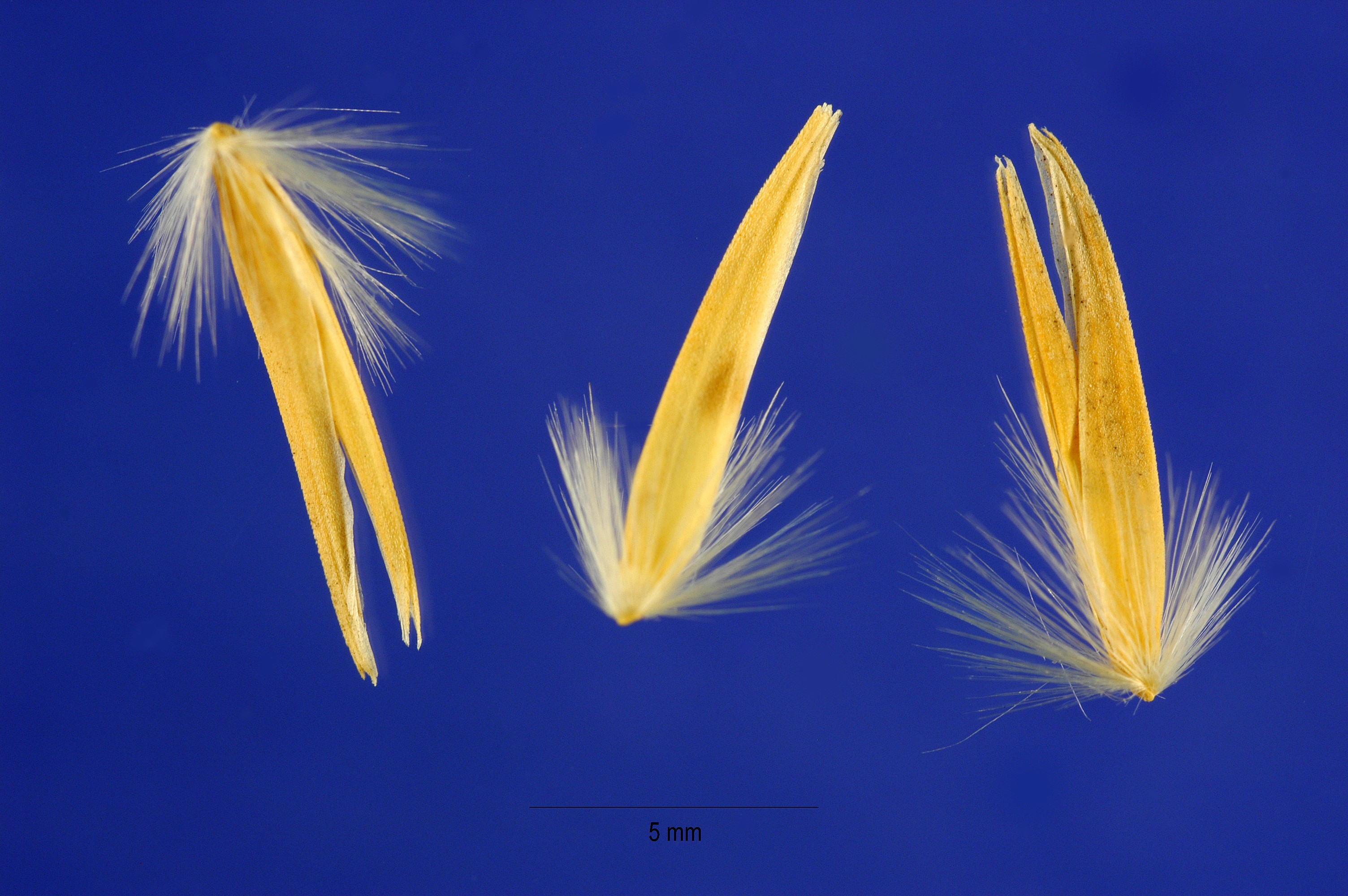
Llavors del borró

Aquesta planta es troba als litorals de moltes zones temperades d'Europa i l'Àfrica del Nord. S'ha estès a altres zones de la terra fins a Nova Zelanda i Xile.
A la costa occidental dels Estats Units, on fou introduïda al segle xix per fixar les dunes, es considera una espècie invasora que posa múltiples problemes a l'ecosistema local arraconant les espècies autòctones.
El borró és una planta halòfita, a qui li agrada la sal, i xeròfita, que pot sobreviure en circumstàncies desfavorables d'extrema sequera. Viu a les zones sorrenques i dunes de la costa on comparteix l'hàbitat amb la lleteresa de platja (Euphorbia paralias), planta igualment psammòfila (amiga de la sorra), amb la qual el borró conviu molt bé.
Tot i que sovint es considera una mala herba, aquesta planta té un paper fonamental en la fixació dels sistemes de dunes mòbils litorals i per proveir hàbitat i refugi a molts animals costaners, incloent artròpodes i aus marines.

## Descripció

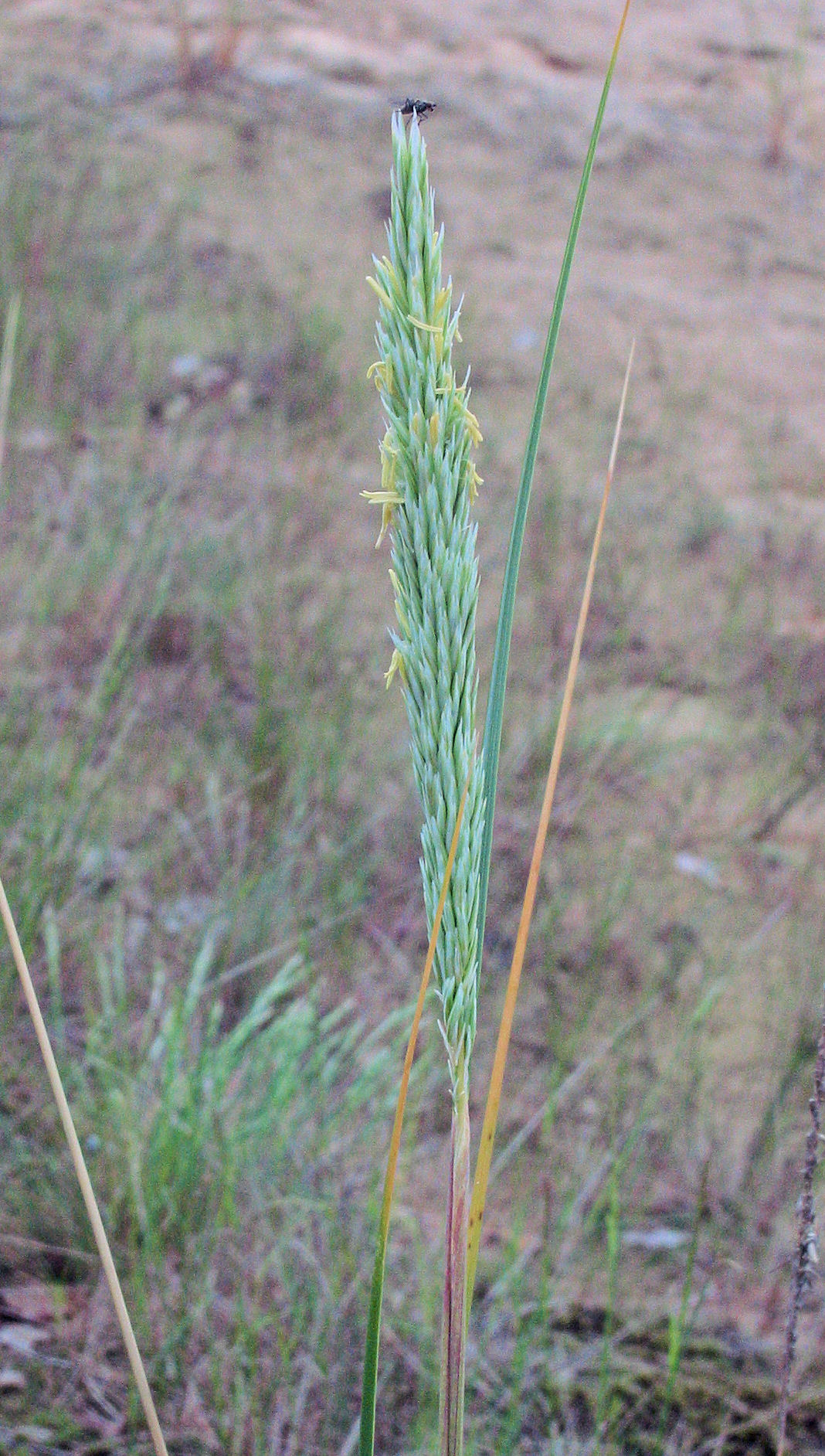
Inflorescència en forma d'espiga del borró

És una planta herbàcia perenne i hemicriptòfita de tiges erectes i robustes. La tija pot arribar a fer 1,2 m d'alçada. El borró forma mates rígides, denses i molt resistents. Les fulles són glauques i acaben en punta. Llargues i estretes, estan unides a la tija per mitjà d'una lígula.
A les costes occidentals del Mediterrani el borró floreix de maig a juliol. Es pot diferenciar d'altres gramínies de les dunes per tenir una inflorescència molt gran i bona de veure. La pol·linització és anemòfila, és a dir, que té lloc mitjançant els vents. Les espigues maduren vers l'agost.
El borró té potents rizomes que li permeten arrelar-se en un substrat solt i sotmès a les inclemències dels temporals marins directes. Els rizomes formen una xarxa que li dona un bon ancoratge en la sorra solta i creixen lateralment fins a dos metres en sis mesos.
Cada mata pot emetre fins a 100 brots cada any. Els rizomes toleren la immersió prolongada en l'aigua marina i àdhuc poden flotar i propagar la planta a altres costes quan es trenquen per l'acció del corrent marí o les tempestes. Per això el borró està classificat com a planta pionera, que colonitza zones litorals ermes, sovint abans que qualsevol altra planta.
Les llavors també són resistents i es propaguen fàcilment amb el vent, però la propagació d'aquesta planta té lloc principalment mitjançant els rizomes.